# Camille Drevet
Camille Drevet, Geburtsname Bonnat, (* 21. Juni 1881 in Grenoble; † 18. Mai 1969 in Annecy) war eine französische antikolonialistische, pazifistische und feministische Aktivistin.

## Leben
Camille Drevet wurde als Tochter von Eugène Bonnat, einem Lehrer, und Marie-Louise Génon geboren. Sie war Stipendiatin am Lycée in Grenoble, dann am Collège Sévigné in Paris und später an der Sorbonne-Universität. Henri-Paul Drevet und Camille Bonnat heirateten am 29. August 1904 in Grenoble. Ihr Mann, ein Leutnant der Alpenjäger, wurde im Ersten Weltkrieg an die Front geschickt und starb am 2. Oktober 1914 in Wancourt. Dieses tragische Ereignis war der Auslöser für Camille Drevets späteres Engagement. Im September 1920 zog sie nach Paris.
Die Ligue d’action féminine pour le suffrage des femmes (Frauenaktionsliga für das Frauenstimmrecht) wurde auf Anregung der Freunde der feministischen Zeitung La Voix des femmes gegründet, an der Camille Drevet mitarbeitete. Das erste Treffen dieser Liga fand am 6. Dezember 1925 bei Marthe Bray in Paris statt. Rund dreißig Personen waren anwesend, darunter die Pazifistin Gabrielle Duchêne. Zusammen mit Colette Reynaud war Drevet ab dem 21. Januar 1926 Chefredakteurin von La Voix des femmes.
Im September 1926 vertrat Drevet zusammen mit Gabrielle Duchêne, Marcelle Capy und Germaine Kellerson die Französinnen auf dem Kongress der Women’s International League for Peace and Freedom (Internationale Frauenliga für Frieden und Freiheit (WILPF)) in Dublin, Irland. In Vorbereitung auf den Osteuropakongress (Wien) reiste Drevet anschließend in die baltischen und Balkanstaaten.
Am 16. Juni 1927 wurde Drevet auf der Konferenz der Liga gegen Imperialismus in Brüssel in den Lenkungsausschuss der französischen Sektion der Organisation gewählt. Viele Aktivisten der europäischen und amerikanischen Linken waren anwesend, darunter Fenner Brockway, Arthur MacManus, Edo Fimmen und Gabrielle Duchêne sowie Intellektuelle wie Henri Barbusse, Victor Basch, Romain Rolland und Albert Einstein. In diesem Jahr reisten Drevet und Edith Pye als WILPF-Delegierte nach Französisch-Indochina.
Im Dezember 1930 wurde sie in Genf als Nachfolgerin von Mary Sheepshanks zur internationalen Sekretärin der WIFPL ernannt. Ihre Anwesenheit in der Schweiz wurde allerdings von den Schweizer Behörden als den Interessen des Bolschewismus förderlich angesehen, weshalb sie die Schweiz am 14. Juli 1933 verließ. 1934 trat sie der Ligue internationale des combattants de la paix (Internationale Liga der Friedenskämpfer) bei.
Drevet war mehrere Jahre lang Sekretär von Les Amis de Gandhi (Freunde Gandhis) und versuchte, seine Botschaft zu verbreiten. Im Februar 1957 besuchte Camille Drevet im Rahmen ihrer Zusammenarbeit mit Louis Massignon für die Freunde Gandhis Jules Monchanin im Benediktinerkloster Shantivanam in Indien.

## Werke
- Au cœur des Balkans, La Bulgarie, 1938
- Massignon et Gandhi, Le Cerf, 1967 (Google.books)

Eine ausführliche Werksliste ist unter dem Weblink der Bibliothèque nationale de France zu finden.